# ایندیانا واسیلیف
ایندیانا واسیلیف (بلغاری: Индиана Денчев Василев؛ زادهٔ ۱۶ فوریهٔ ۲۰۰۱) بازیکن فوتبال اهل ایالات متحده آمریکا است. وی در پست هافبک و مهاجم برای باشگاه فوتبال استون ویلا بازی می‌کند. (در فصل ۲۰–۲۰۱۹)
از باشگاه‌هایی که در آن بازی کرده‌است می‌توان به باشگاه فوتبال استون ویلا اشاره کرد.
وی همچنین در تیم‌های ملی فوتبال زیر ۱۷ سال آمریکا و زیر ۱۸ سال آمریکا بازی کرده‌است.